# クリストファー・ブローヴェルト

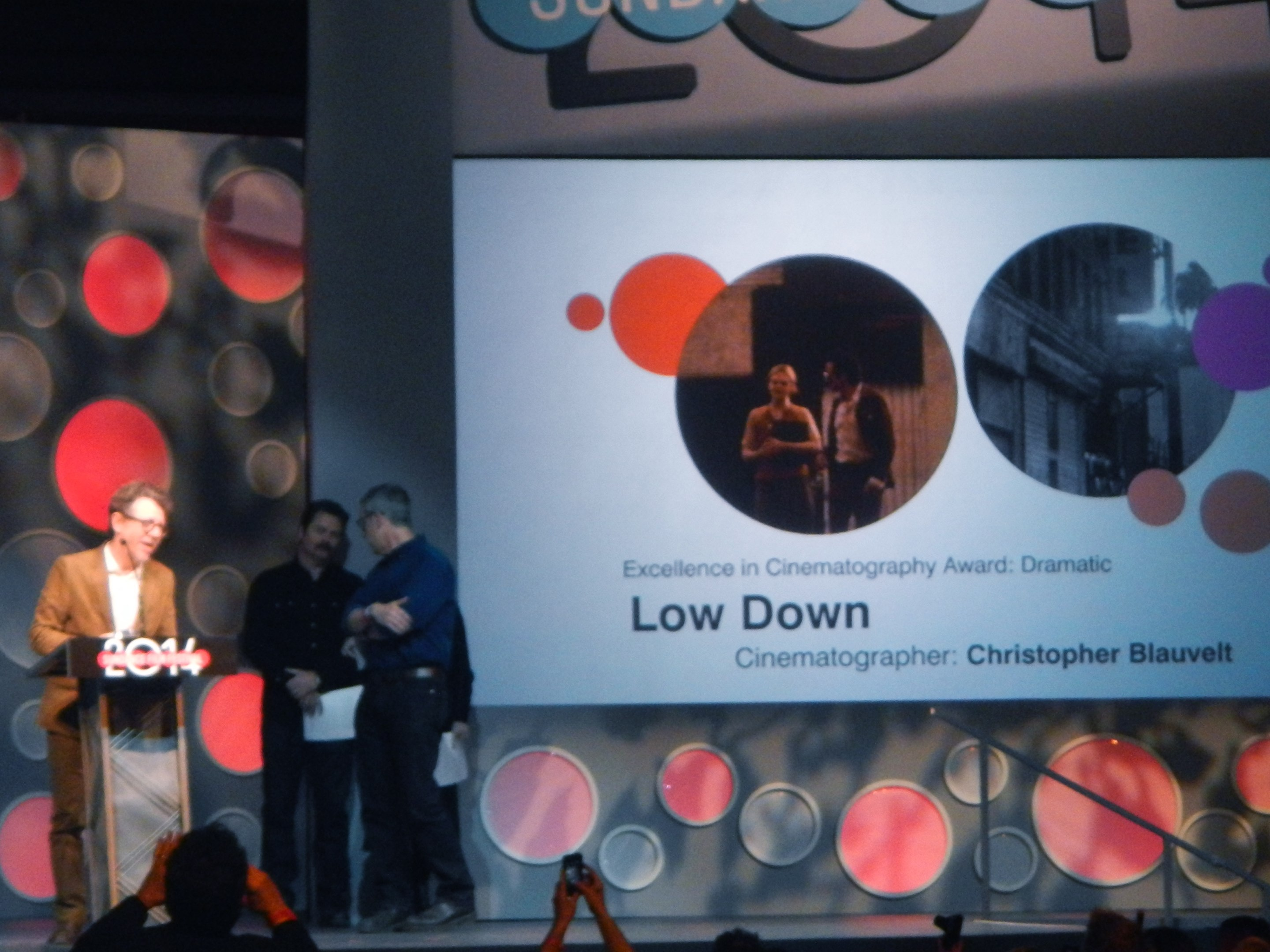
クリストファー・ブローヴェルト（2014年サンダンス映画祭にて）

クリストファー・ブローヴェルト（Christopher Blauvelt、1970年5月29日 - ）は、アメリカ合衆国の撮影監督。
撮影監督のハリス・サヴィデス、クリストファー・ドイル、ランス・アコードのもとでカメラと電気分野で仕事を始め、キャリアを積んでからも、師匠のハリス・サヴィデスが脳腫瘍で死去するまで彼のもとで仕事を続けた。映画監督のケリー・ライヒャルトとの仕事が多く、『Meek's Cutoff』ではICPにてノミネート、『ナイト・スリーパーズ ダム爆破計画』ではバリャドリッド国際映画祭で最優秀撮影賞を受賞している。

## 主な映画作品
- ゾディアック Zodiac (2007) - カメラ・オペレーター
- シングルマン A Single Man (2009) - カメラ・オペレーター
- かいじゅうたちのいるところ Where The Wild Things Are (2010) - カメラ・オペレーター
- ベン・スティラー 人生は最悪だ! Greenberg (2010) - カメラ・オペレーター
- 容疑者、ホアキン・フェニックス I'm Still Here (2010) - カメラ・オペレーター
- Meek's Cutoff (2010) - 撮影監督
- 人生はビギナーズ Beginners (2010) - 追加撮影監督
- Nobody Walks (2012) - 撮影監督
- The Discoverers (2012) - 撮影監督
- ブリングリング The Bling Ring (2013) - 撮影監督
- マックス・ローズ Max Rose (2013) - 撮影監督
- ナイト・スリーパーズ ダム爆破計画 Night Moves (2013) - 撮影監督
- ラブストーリーズ The Disappearance of Eleanor Rigby (2013) - 撮影監督
- LOW DOWN ロウダウン Low Down (2014) - 撮影監督
- I Am Michael (2015) - 撮影監督
- How and Why (2015) - 撮影監督
- Indignation (2016) - 撮影監督
- ライフ・ゴーズ・オン 彼女たちの選択 Certain Women (2016) - 撮影監督
- ドント・ウォーリー Don't Worry, He Won't Get Far on Foot (2018) - 撮影監督
- Mid90s ミッドナインティーズ Mid90s (2018) - 撮影監督
- ファースト・カウ First Cow（2019）- 撮影監督
- EMMA エマ Emma. (2020) - 撮影監督
- ショーイング・アップ Showing Up（2022）- 撮影監督
- メイ・ディセンバー ゆれる真実 May December（2023）- 撮影監督

## ミュージックビデオ
- Tiny Hearts "Stay" (ジャスティン・ケリー監督、2013) - 撮影監督
- El Perro Del Mar "Glory To The World" (エミリー・デ・グルート監督) - 撮影監督
- グリーン・デイ "Working Class Hero" (サミュエル・ベイヤー監督) - 撮影監督
- Turin Brakes "Underdog" (ソフィー・ミュラー監督) - 撮影監督[3]
- レッド・ホット・チリ・ペッパーズ "Dark Necessities" (オリヴィア・ワイルド監督、2016) - 撮影監督

## 受賞
2012年、バラエティ誌は「注目すべき撮影監督」に挙げた。2013年には、IndieWireも「注目すべき撮影監督」に挙げた。